# F5 (album)
F5 è il sesto album del gruppo musicale nu metal russo Slot. È stato pubblicato il 4 novembre del 2011 e pubblicato dalla M2. Sono stati estratti tre singoli e per tutti è stato prodotto un video: Лего (Lego), Kill Me Baby One More Time e Сумерки (Twilight).
Il disco vede anche la partecipazione di Roman Rain nel brano Тело e di Arthur Berkut nel brano Улица Роз (Street of Roses).
Il brano Рок-н-ролл мёртв (Rock 'n' Roll Is Dead) è una cover della band russa Aquarium mentre Улица Роз è una cover della band heavy metal russa Aria.

## Tracce
1. F5 – 3:40
2. Манифест – 3:24
3. Сумерки (Twilight) – 3:51
4. Одинокие люди – 3:23
5. Брейвик-шоу – 2:51
6. R.I.P. – 3:18
7. Лего (Lego) – 3:26
8. Несовпадения – 4:23
9. Рок-н-ролл мёртв (Rock 'n' Roll Is Dead) (Aquarium cover) – 2:55
10. Чёрное на чёрном – 3:51
11. Спам – 3:21
12. Kill me baby one more time – 3:38
13. 2012 – 4:51
14. Тело (feat. Roman Rain) – 4:10
15. Улица Роз (Street of Roses) (feat. Arthur Berkut) (Aria cover) – 4:13